# Peripolus pedarius
Peripolus pedarius är en insektsart som först beskrevs av Carl Stål 1878.  Peripolus pedarius ingår i släktet Peripolus och familjen gräshoppor. Inga underarter finns listade i Catalogue of Life.